# Inopus geminus
Inopus geminus är en tvåvingeart som först beskrevs av Hardy 1920.  Inopus geminus ingår i släktet Inopus och familjen vapenflugor. Inga underarter finns listade i Catalogue of Life.